# Piptocephalis brijmohanii
Piptocephalis brijmohanii är en svampart som beskrevs av Mukerji 1968. Piptocephalis brijmohanii ingår i släktet Piptocephalis och familjen Piptocephalidaceae.   Inga underarter finns listade i Catalogue of Life.